# NGC 6527
NGC 6527 је спирална галаксија у сазвежђу Херкул која се налази на NGC листи објеката дубоког неба.
Деклинација објекта је + 19° 43' 45" а ректасцензија 18h 1m 46,2s. Привидна величина (магнитуда) објекта NGC 6527 износи 14,2 а фотографска магнитуда 15,1. NGC 6527 је још познат и под ознакама UGC 11094, MCG 3-46-9, CGCG 113-14, NPM1G +19.0515, IRAS 17595+1943, PGC 61297.